# 出境事務所
《出境事務所》是臺灣的客家電視台在2015年推出的自製電視連續劇，故事以殯葬業為題材，以亦莊亦諧的風格呈現死亡議題。全劇由許肇任執導，呂蒔媛編劇，吳慷仁、黃姵嘉等人主演，全20集，自2015年3月30日起至同年4月30日為止於客家電視台首播，並在中視HD台、LINE TV、客家電視台的YouTube頻道同步首播。
《出境事務所》是客家電視台開播以來最受觀眾歡迎的電視劇作品之一，而呂蒔媛也因此獲得2015年金鐘獎戲劇節目編劇獎。

## 製作
呂蒔媛在2006年因為工作接觸到殯葬業，並因此產生《出境事務所》的靈感，而她也在撰寫劇本期間受洗成為基督徒。雖然劇本曾經獲得新聞局的戲劇補助案，但當時的戲劇主流是愛情故事，沒有商業電視台青睞這份涉及殯葬的劇本。直到受客家電視台支持，才在2014年9月開拍。而為了讓早已完成的劇本因應新時代的話題，呂蒔媛也在演員拍板後重新審視、修改，讓劇本能符合社會現況和演員特質，在全劇結尾發生的氣爆事件，便是取材自2014年高雄氣爆事故。全劇悲喜交加，節奏明快，以亦莊亦諧的風格呈現死亡議題，並試圖真實呈現出現代客家人的生活樣態。
《出境事務所》全劇涉及各種宗教的告別場景，也有寵物告別式，因此有許多場景設於禮儀公司、殯儀館、靈骨塔或太平間。在2013年期間，呂蒔媛四處和禮儀公司洽談合作，最終選定高雄岡山的吉園生命藝術園區的願行館作為主要取景地。在開拍前，劇組便聘請禮儀師訓練演員，而禮儀師也參與編審工作，並在拍攝過程中給予指導及意見，以確保每個葬儀專業術語準確無誤。據多位演員所述，拍攝期間有不少靈異事件發生。在拍攝期間恰逢耶誕節，因此劇組也趁拍戲空檔進行交換禮物的活動。

### 演員
男主角趙聖偉由吳慷仁飾演，為此吳慷仁每天戴著耳機勤學客語，也買相關書籍自修，曾經因壓力過度而失眠兩週，之後才漸入佳境。吳慷仁在拍攝此劇期間，同時還接演於北部取景的《麻醉風暴》，並抽出三天空檔拍攝《一把青》的前導片，因此時常南北奔波。他本來自認禮儀師這門工作不算難，但開拍後才發現處理情緒並不簡單。之後吳慷仁在《我們與惡的距離》中飾演人權律師，並在受訪時表示禮儀師和人權律師都是客觀地看待事件，並從旁觀中發展自身故事情感的角色。
女主角羅曉恩由黃姵嘉飾演。黃姵嘉認為這部戲劇題材新穎，而編劇和導演也是自己一直很想合作的對象。她表示學習客語頗有難度，而且在拍完之後忘了大半。在演出此劇後，自己能更輕鬆面對死亡議題。事後黃姵嘉回憶，自己是在拍攝《出境事務所》後才敢自稱「演員」。
林雨宣、郭鑫和邱德洋都飾演禮儀公司的新人。林雨宣因為拍攝此劇而學習客語，最初她死背每句台詞，後來已經能聽懂客語、甚至以客語聊天。林雨宣認為這次的拍攝經驗帶給自己的轉變，是感悟人生無常，並認為愛要及時；郭鑫飾演的是具有雙博士學位、自視甚高的新人，其中較受矚目的是他在一場酒客鬧事的情節中，被嘔吐物淋滿全身的戲碼，以及一場他和吳慷仁扮演草裙舞者的戲碼；邱德洋飾演的角色為男同性戀，用意是帶出同志面臨伴侶死亡後衍生出來的問題。

## 播出
《出境事務所》在2015年3月23日於台北光點舉行試片，並自2015年3月30日起至同年4月30日為止於客家電視台首播，並在中視HD台、LINE TV、客家電視台的YouTube頻道同步首播。之後在公視、公視HD台、中天北美台、宏觀電視台、中旺電視台播出。

## 故事大綱
| 集數 | 標題           | 首播日期      |
| --- | -------------- | ------------- |
| 1 | 起跑線         | 2015年3月30日 |
| 羅曉恩（黃姵嘉飾）、陳貴意（林雨宣飾）、麥文孝（邱德洋飾）和江樂森（郭鑫飾）在起跑線上蓄勢待發，並在通過體能測驗後一起進入圓福生命企業，被分配到三處，隨作風嚴厲的處長秋老大（柯淑勤飾）學習，但羅曉恩第一天就和亡者家屬爭執，並和王牌禮儀師趙聖偉（吳慷仁飾）起衝突。培訓期間，秋老大讓他們各自在冰櫃和遺體共處，羅曉恩見到男友妻子的遺體，嚇得嘔吐不止。 |                |               |
| 2 | 新生           | 2015年3月31日 |
| 培訓結束後，羅曉恩被編列為趙聖偉的助理，自視甚高的江樂森推斷她背後有靠山。儘管流言已傳遍告別式會場，羅曉恩仍堅持參加告別式，之後她努力完成趙聖偉交辦的工作，和同事們一起在各種生離死別的場合見識人生百態。下班後，她向男友提出分手，和同事一起參加迎新活動。 |                |               |
| 3 | 走紅秘訣       | 2015年4月1日  |
| 羅曉恩的同事們在職場上意外不斷，高傲的江樂森放不下身段、陳貴意無法克服對遺體的恐懼、麥文孝一直想為遺體化妝但難以如願。由於羅曉恩私下抱怨客戶，趙聖偉訓斥她自以為是，並在之後發現她有憂鬱症，雙方因此吵得更激烈。儘管羅曉恩試圖傾聽家屬的聲音，但她犯下大錯，秋老大打算開除她，而趙聖偉則再給她一次機會。 |                |               |
| 4 | 完美           | 2015年4月2日  |
| 趙聖偉面對是否放棄長期昏迷在床的母親（呂蒔媛飾）的抉擇，最終決定簽下DNR同意書。麥文孝喜歡化妝和裁縫，男同事們懷疑他是同性戀並逼他出櫃。羅曉恩試圖彌補先前疏失，她發現輓聯有汙損，並懷疑江樂森陷害自己，所幸麥文孝出手相助。陳貴意事後也發現確是江樂森所為，並發現他經濟拮据，甚至睡在公司。由於火化爐故障，客戶不斷責備羅曉恩，無能為力的她只能事後跳河賠罪。 |                |               |
| 5 | 回家           | 2015年4月6日  |
| 羅曉恩萌生辭意，他父親羅大德（楊宗樺飾）到公司發飆，身為羅大德的學生，秋老大承諾會仔細栽培她，之後羅曉恩也和趙聖偉和好。麥文孝受不了家中逼婚，便向陳貴意出櫃並搬去與她同住。而羅曉恩受不了家中爭吵不斷、江樂森因為無處可住，也都到陳貴意家裡暫住。獨居的呂伯伯過世，親友希望能依他生前興趣舉辦葬禮，之後告別式在他常待的告別式舉行，而秋老大也打算開設個性化告別式服務。 |                |               |
| 6 | 過勞           | 2015年4月7日  |
| 江樂森大病一場後體悟自己先前太過傲慢，出院後性格大變。陳貴意的工作不斷出錯，並長期睡眠不足，她擔心自己會過勞死，而其他新人也紛紛譴責葬儀社的工作工時過長、需隨時待命、休息時間不定，即使薪水可觀，但非常沒有人性，他們只好苦中作樂，但陳貴意已決心辭職。趙聖偉的前女友江若雅（朱芷瑩飾）對他糾纏不休，甚至進入公司造成他的困擾。 |                |               |
| 7 | 比較           | 2015年4月8日  |
| 羅曉恩的後母田姐（謝瓊煖飾）為了籌措兒子羅曉平（黃荻飾）的補習費而借高利貸，使羅曉恩揹下二十萬債務，羅大德拿出羅曉恩生母留下的金飾，交給女兒變現還債。羅曉恩和債主討價還價，成功把債款降低。江樂森收取廠商回扣，還同時和兩位往生者家屬談戀愛，東窗事發後被公司炒魷魚，也離開陳貴意的家。麥文孝的父親（謝國玄飾）自立麥樂生命禮儀公司和圓福公司相互競爭，江樂森便和他合作擔任總經理，而陳貴意離職後則到餐廳服務。 |                |               |
| 8 | 情人結         | 2015年4月9日  |
| 圓福公司三處面臨缺人危機，秋老大想邀田姐到公司上班，引起羅家一番爭執。趙聖偉因為母親離世而十分焦慮，江若雅見到羅曉恩安慰趙聖偉的場景，加深了羅曉恩的誤會。情人節當日，許多人都為了能和心儀對象共度美好時刻而努力，羅曉恩被江若雅持刀威脅，所幸她化險為夷，僅受輕傷，並因此事和趙聖偉拉近關係。麥文孝和男友約會時被父親撞見，遭到毒打並逐出家門，而秋老大發現江樂森利用麥文孝當臥底，偷拍圓福公司資料並洩露給麥樂公司，讓麥文孝進退兩難。 |                |               |
| 9 | 孝順           | 2015年4月13日 |
| 麥文孝一時之間下落不明，最終回到公司向秋老大謝罪，並得以留在公司，不過即使麥文孝和他母親（林浿安飾）下跪求情，麥文孝的父親仍無法接受。趙聖偉狠下心來和江若雅斷絕關係，江若雅被家人送入醫院治療，之後按羅曉恩的意見開始工作，但她依然希望趙聖偉回心轉意。江樂森為了前妻和女兒努力爭取客戶，然而秋老大動用人脈，使江樂森孤立無援，趙聖偉勸江樂森改進自身個性，並說服秋老大讓圓福公司替他承接三組客戶。 |                |               |
| 10 | 夢想           | 2015年4月14日 |
| 羅曉恩升上禮儀師，眾人飲酒慶祝，隔日羅曉恩發現自己和趙聖偉同床共枕，才知道自己酒後失態。兩人某日聊起夢想話題，趙聖偉發現自己對此深感徬徨。四處碰壁的江樂森向秋老大低頭，回到圓福公司後被派為羅曉恩的助理；麥文孝則被調為趙聖偉的助理，他因為被迫參加相親，變得悶悶不樂，對化妝和裁縫的興致大不如前。雖然麥文孝依然發揮超凡的化妝技術，但他也強迫自己承擔傳宗接代的任務，準備和女性結婚。 |                |               |
| 11 | 選擇           | 2015年4月15日 |
| 陳貴意勸麥文孝忠於自己，並表示自己喜歡他、可以和他結婚生子，但麥文孝充耳不聞，並依然鬱鬱寡歡。羅曉平無照騎車肇事間接致人死亡，對方家屬到羅家討人和兩百萬賠償。趙聖偉到醫院打探消息，打算從旁協助羅家，反而惹對方家屬不滿，引發雙方肢體衝突，而羅曉恩也勸弟弟面對糾紛，之後死者女兒道出原委，使事情和平收場。羅曉恩和趙聖偉之間的感情變得更加深厚，另一方面，江若雅的美容事業有聲有色，也結交更多朋友。 |                |               |
| 12 | 幸福           | 2015年4月16日 |
| 客戶希望圓福公司幫忙向家人隱瞞其妻過世的消息，並把他的兩個小孩暫交公司照顧，但紙終究包不住火，小孩發現母親的遺照，一度把員工搞得一團亂。之後公司考量家屬情況，舉辦了物美價廉又溫馨洋溢的葬禮。麥文孝再次向父親闡明自己可以遵從父命，但無法改變性傾向。趙聖偉帶羅曉恩露營，讓她暫時擺脫職業倦怠。 |                |               |
| 13 | 原諒（上）     | 2015年4月20日 |
| 羅大德昏倒送醫，出院後交辦好自己的後事。夢想成為消防員的少年建偉救了好友阿吉卻因此溺斃，建偉的母親和阿吉有嫌隙，經過羅曉恩勸說才逐漸化解，並希望消防車能隨他出殯，雖然消防隊多次拒絕，但阿吉的誠意還是感動一名消防員，讓他趁著給車加油時的空檔來為建偉送行。為了提升公司評價，圓福公司承辦吳議員（吳朋奉飾）父親的葬禮，但羅曉恩表示要中途退出這個案子。火葬場業主胖哥（陳文彬飾）長期仰慕並追求秋老大，兩人先前情人節共度春宵，使秋老大懷有身孕。 |                |               |
| 14 | 原諒（下）     | 2015年4月21日 |
| 江樂森的前妻帶女兒來看他工作，讓先前對兩人有所隱瞞的江樂森不知所措，之後他的室友們刻意迴避，讓他享受久違父女時光。而雖然江樂森的前妻早就識破謊言，但也好言相勸，希望他腳踏實地。在為議員的父親籌辦喪事時，議員的外甥發現自己的姊姊和羅曉恩長相神似，使羅曉恩向趙聖偉揭露往生者是自己素未謀面的外公。經趙聖偉勸說，羅曉恩的情緒仍未平緩，之後她的生母主動和她見面，才讓她稍微釋懷，不過趙聖偉自己仍被江若雅的問題困擾。胖哥向秋老大求婚，幾經拒絕後終於讓她首肯。 |                |               |
| 15 | 職業風險       | 2015年4月22日 |
| 地震導致趙聖偉受傷，也造成不少傷亡，讓公司忙不過來，陳貴意回公司幫忙，之後順利復職。麥文孝感染了蜂窩性組織炎，間接導致他提親失敗，而江樂森和其他同事也有職業傷害。趙聖偉持續陪江若雅就診以促進她的心理健康。秋老大得知羅曉恩的家事、而議員也認出羅曉恩，雙方都禁止她再參與這個案子，使只想留下好回憶的羅曉恩感到憤慨和被羞辱，而她也遷怒趙聖偉。之後羅曉恩向他道歉，並提出對他和江若雅之間關係的擔憂，而趙聖偉希望羅曉恩不要為此耽誤自己的幸福。之後羅曉恩生母再嫁後的家庭，與羅曉恩的家庭聚餐，使羅曉恩放下心中大石。                                                                                         |                |               |
| 16 | 放下           | 2015年4月23日 |
| 黃先生燒炭自殺後，其妻楊小姐（陸明君飾）兩年來都無法走出陰影，也受不了公婆的責難，百般嫌棄禮儀公司的服務，使業界不堪其擾，趙聖偉試圖引導她走出傷痛，但她最後仍跳樓自盡。江若雅成功改變自我，終於放下對趙聖偉的眷戀，並和父母搬到加拿大。在胖哥和秋老大的婚禮進行時，羅大德因失智症而一度失蹤，所幸婚禮還是順利進行。婚禮開始前，趙聖偉透露自己有意辭職。 |                |               |
| 17 | 緊急跟重要     | 2015年4月27日 |
| 茉莉颱風來襲，狂風暴雨讓眾人的工作更加艱難，他們一邊籌備客戶告別式或辦理公司業務，一邊處理自家發生的各種問題，導致無人擠出空閒參加趙聖偉的歡送派對。麥文孝的父母發生意外，他的男友寶傑（邱俊儒飾）幫了兩人，卻反而使自己受傷，麥文孝藉機向父母介紹男友，但並未被接受。趙聖偉打算到日本旅遊，在江樂森的勸說下，羅曉恩驅車到機場追人，但中途她選擇折返回家，處理父親的事。 |                |               |
| 18 | 網路時代       | 2015年4月28日 |
| 圓福公司的同事們談論著網路世代對死亡和葬禮的觀點。羅曉恩獨自在家看護失智的羅大德，一個月下來身心俱疲，又不放心交給長照機構。趙聖偉回國後受到一對身障夫婦啟發，決心堅持從事禮儀師的工作，並打算實現自己的夢想。高雄在午夜發生氣爆，造成多人傷亡，剛和寶傑在夏威夷私下結婚並度完蜜月的麥文孝才剛復職不久，便因氣爆而重傷身亡。 |                |               |
| 19 | 創傷症候群     | 2015年4月29日 |
| 寶傑向麥文孝的家屬闡述器官捐贈的重要，但他並未揭示自己的身分，而是私下向麥文孝的母親展示婚戒，並表示希望以伴侶身分送麥文孝最後一程。雖然麥文孝的母親一時無法承受喪子之痛，也面對諸多家族壓力，但最後她將後事交給寶傑辦理。江樂森向陳貴意告白，並積極對她示好，但陳貴意不知是否該領情。正在跑路的黑大（應蔚民飾）因愛妻過世，委託羅大德私下辦理她的後事，羅曉恩接手並辦妥後，黑大也把自己的後事交給她，但他突然遭仇家槍擊，而羅曉恩也受到波及。 |                |               |
| 20 | 再見就是再相見 | 2015年4月30日 |
| 羅曉恩經急救後撿回一命，而此意外也讓她和趙聖偉規劃彼此的未來，並讓江樂森決心辭職，但江樂森不久後重作馮婦，並和升上禮儀師的陳貴意作伴，秋老大和胖哥也喜獲麟兒。寶傑邀請麥文孝的母親來參加麥文孝的告別式，儘管她沒有答應，但後來仍出席告別式並見到麥文孝心臟的受贈者，受到他的答謝。江樂森按照生前約定，和趙聖偉扮演穿粉紅貝殼胸罩和草裙的舞者，歡笑著為他送行。羅大德走失並意外身亡，羅曉恩食不下嚥並深感自責，之後才在田姊和趙聖偉的勸說下找回笑容，並重拾以前的夢想，參加馬拉松比賽。而麥文孝的母親也接納了同志族群，身披彩虹旗參與馬拉松。在故事結尾，趙聖偉和羅曉恩開設自己的禮儀公司，名為「出境事務所」。 |                |               |

## 迴響
《出境事務所》是客家電視台最受觀眾歡迎的戲劇作品，自開播後引起觀眾對生死議題的討論，也有殯葬業者將該劇作為教育訓練題材，鼓勵殯葬從業人員觀劇。《出境事務所》的劇組督導黃桂慧表示，在製作《出境事務所》時並沒有想到觀眾的迴響會如此熱烈，並對成功感到意外。她表示，對於沒有接觸過客語連續劇的觀眾而言，《出境事務所》是很好的入門。在2015年舉行的第50屆金鐘獎中，該劇入圍了七個獎項，最終贏得了戲劇節目編劇獎。而演員黃姵嘉、謝瓊煖、郭鑫的表現也受到好評，黃姵嘉更因此受到製作人陳慧玲，得以在家庭喜劇《我的婆婆怎麼那麼可愛》中飾演女主角。不過整體而言，相較更為主流的電視劇，該劇的討論程度並不算高。

### 獲獎
| 年份   | 獲提名         | 獎項             | 結果 |
| ------ | -------------- | ---------------- | ---- |
| 2015年 | 《出境事務所》 | 戲劇節目獎       | 入圍 |
| 2015年 | 吳慷仁         | 戲劇節目男主角獎 | 入圍 |
| 2015年 | 黃姵嘉         | 戲劇節目女主角獎 | 入圍 |
| 2015年 | 林雨宣         | 戲劇節目女配角獎 | 入圍 |
| 2015年 | 謝瓊煖         | 戲劇節目女配角獎 | 入圍 |
| 2015年 | 許肇任         | 戲劇節目導演獎   | 入圍 |
| 2015年 | 呂蒔媛         | 戲劇節目編劇獎   | 獲獎 |

## 外部連結
- 官方网站
- 出境事務所的Facebook專頁
- 互联网电影数据库（IMDb）上《出境事務所》的资料（英文）